# Blidworth Welfare F.C.
Blidworth Welfare F.C. là một câu lạc bộ bóng đá có trụ sở tại Blidworth, gần Mansfield, Nottinghamshire, Anh. Câu lạc bộ hiện đang chơi tại Central Midlands League.

## Dòng thời gian
- 1926 Câu lạc bộ thành lập với tên gọi Folk House Old Boys
- 1981–82 Đổi tên thành Blidworth Welfare
- 1982–83 Đồng sáng lập Northern Counties East League
- 1984–85 Tham gia Division One South để tái tổ chức
- 1985–86 Tham gia Division Three sau khi tái tổ chức.
- 1986–97 Tham gia Central Midlands League Premier Division
- 1990–91 Thăng hạng lên Supreme Division
- 1994–95 Trở lại Northern Counties East League tại Division One
- 1998–99 Trở lại Central Midlands League Supreme Division
- 1998–99 Xuống hạng Premier Division
- 2006–07 Vô địch Nottinghamshire Intermediate Cup
- 2011–12 Tham gia Central Midlands League South Division sau khi tái tổ chức

## Thành tích
- FA Cup
  - Vòng loại thứ nhất mùa giải 1996-1997
- FA Vase
  - Vòng loại thứ hai các mùa giải 2016-2017, 2018-2019